# Red Hot Riding Hood
Red Hot Riding Hood é um curta-metragem animado estadunidense dirigido por Tex Avery e lançado com o filme Dr. Gillespie's Criminal Case em 8 de maio de 1943 pela Metro-Goldwyn-Mayer. Em 1994, foi eleito o nº 7 dos 50 melhores desenhos animados de todos os tempos por membros do campo de animação, tornando-o o desenho animado da MGM mais bem classificado na lista. É um dos desenhos mais populares de Avery, inspirando vários de seus curtas "sequelas", além de influenciar outros desenhos e longas-metragens nos anos seguintes.

## Enredo
A história começa com a versão padrão de Chapeuzinho Vermelho (com o lobo de Dumb-Hounded, o desenho animado que viu a estreia de Avery Droopy). Os personagens se rebelam nessa encenação obsoleta e derivada da história e exigem uma nova abordagem. O narrador irritado acede às suas demandas e começa a história novamente em um arranjo dramaticamente diferente.
A história começa de novo, agora contada em um ambiente urbano contemporâneo. O narrador explica que Chapeuzinho Vermelho (agora retratado como adulta) é uma artista atraente em uma boate de Hollywood sob o nome artístico de "Chapeuzinho Vermelho", e o Lobo Mau, agora um swinger de Hollywood, segue Red até o clube onde ela está se apresentando. Red se apresenta no palco (uma versão do hit clássico de 1941 "Daddy" de Bobby Troup) e o lobo enlouquece de desejo. Ele a leva para sua mesa e tenta cortejá-la, mas ela não quer nada com ele. Red escapa do Lobo, dizendo que ela está indo para a casa da avó, mas mesmo assim o Lobo consegue chegar lá primeiro. A casa da avó é uma cobertura no topo de um arranha-céu. A avó de Red é uma caçadora de homens excedentes que se apaixona pelo Lobo (ao vê-lo, ela assobia e diz: "Finalmente, um lobo! Yahoo!")
O Lobo tenta escapar, mas vovó bloqueia a saída e pergunta: "Qual é a sua pressa, peludo?" Ela tranca a porta, coloca a chave na frente do seu vestido de noite e posa provocativamente para ele. Ela veste um tom vermelho brilhante de batom e segue uma cena de perseguição. Sempre que o Lobo tenta uma saída, vovó espera atrás da porta com os lábios enrugados. Ele finalmente foge pulando pela janela, ferindo-se gravemente na calçada muitos andares abaixo. Ele volta para a boate, coberto de ataduras e machucados, xingando: "Eu já terminei com as mulheres. Ora, eu vou me matar antes mesmo de olhar para outro bebê". Imediatamente, Red sobe ao palco e começa outra performance. O Lobo puxa duas armas e comete suicídio, mas seu fantasma se eleva de seu corpo morto e uiva e assobia para Red, como ele fez anteriormente.

## Vozes
- Frank Graham como Narrador, Lobo, apresentador de Showroom
- Kent Rogers como Wolf (algumas linhas de voz)
- Sara Berner como Chapeuzinho Vermelho
- Elvia Allman como vovó[2]
- Connie Russell como Red Hot Riding Hood (cantora)

## Personagens
O personagem de Red se parecia muito com uma das principais garotas pin-up da época, Lana Turner. Ela é considerada uma amálgama das então populares estrelas de Hollywood. Sua voz cantada neste curta em particular lembrava a de Lena Horne, enquanto a voz imitava a de Katharine Hepburn.
Os dois personagens coadjuvantes são as irmãs de Red na entrada do saguão da boate, onde o Lobo entra. É a mais baixa quem diz: "Cigarros, cigarros!" E a outra diz: "King-size, king-size!"

## Censura
O elemento mais famoso é a cena musical em que Red se apresenta e "Wolfie", como ela o chama, reage em cenas selvagens altamente lascivas. Essas reações foram consideradas tão enérgicas que os censores da época exigiram cortes nesta cena e em outras. Avery alegou que um censor o fez editar imagens do Lobo sendo sexualmente excitado ao ver a performance de Red. No entanto, um oficial do exército em Washington, DC, ouviu as impressões censuradas e pediu a Louis B. Mayer por não cortar. A impressão foi mostrada ao público militar no exterior e foi excelente com eles. Preston Blair, por outro lado, que animava Red, não se lembrava de nenhum corte no filme. Ele lembrou, no entanto, que os militares enlouqueceram com isso.
A conclusão original do filme contou com a avó se casando com o lobo em um casamento de espingarda (com uma caricatura de Tex Avery como o Juíz da Paz que se casa com eles), e tendo o casal infeliz e seus filhos meio-lobo meio humanos assistindo ao show de Red. A cena da perseguição com Grannie e o Lobo termina no filme completo, com ele pulando de uma janela. No roteiro inicial, o Lobo rasteja de volta para dentro e explica que ele está prestes a cometer suicídio. A perseguição continua e Red se junta aos outros dois personagens. O Lobo está amarrado e Grannie instrui Red para conseguir um pregador. Ela então beija o lobo. Os dois se casam em um casamento de espingarda. O Lobo diz "sim" com Red apontando uma arma nas costas. A cena final acontece em uma boate. Grannie e o Lobo assistem a uma performance de Red. Três lobos bebê em sua mesa enlouquecem sobre Red. Esse final foi de fato animado e as fotos da cena do casamento estão incluídas na biblioteca de fotos da MGM. As imagens foram totalmente pintadas.
Blair teve sua própria história de censura. Segundo ele, o censor tinha a mente suja e achava que o filme promovia a bestialidade entre uma mulher e um lobo. Blair foi instruído a animar um novo final, onde o rosto do lobo é arrancado como uma máscara e ele se revela um homem. Ele completou as filmagens adicionais, embora enojado com a censura desnecessária. No final, o estúdio nunca usou esse final e Blair não sabia se a impressão sobreviveria.
Esse final, excluído por razões de bestialidade implícita e como desvalorizava o casamento (algo que era considerado tabu nos dias do Código do Escritório da Hays), foi substituído por um (que também foi editado, mas apenas na televisão) onde O Lobo está de volta à boate e diz à plateia que ele terminou a perseguição de mulheres e se ele voltar a olhar para uma mulher, ele se matará. Quando Red logo aparece no palco para se apresentar novamente, o Lobo pega duas pistolas e explode na cabeça. O Lobo então cai morto, mas seu fantasma aparece e começa a uivar e assobiar para Red, como antes.
Surgiu um boato na Conferência da Sociedade de Estudos de Animação de 1992, de que havia outro final alternativo. Segundo esse boato, Wolf se casou com Red e teve um bebê com ela. Blair declarou que não havia essa sequência. Mark Kausler forneceu uma cópia de um roteiro de continuidade que esclareceu que Wolf se casou com vovó e não com Red.